# 伊爾芬峰

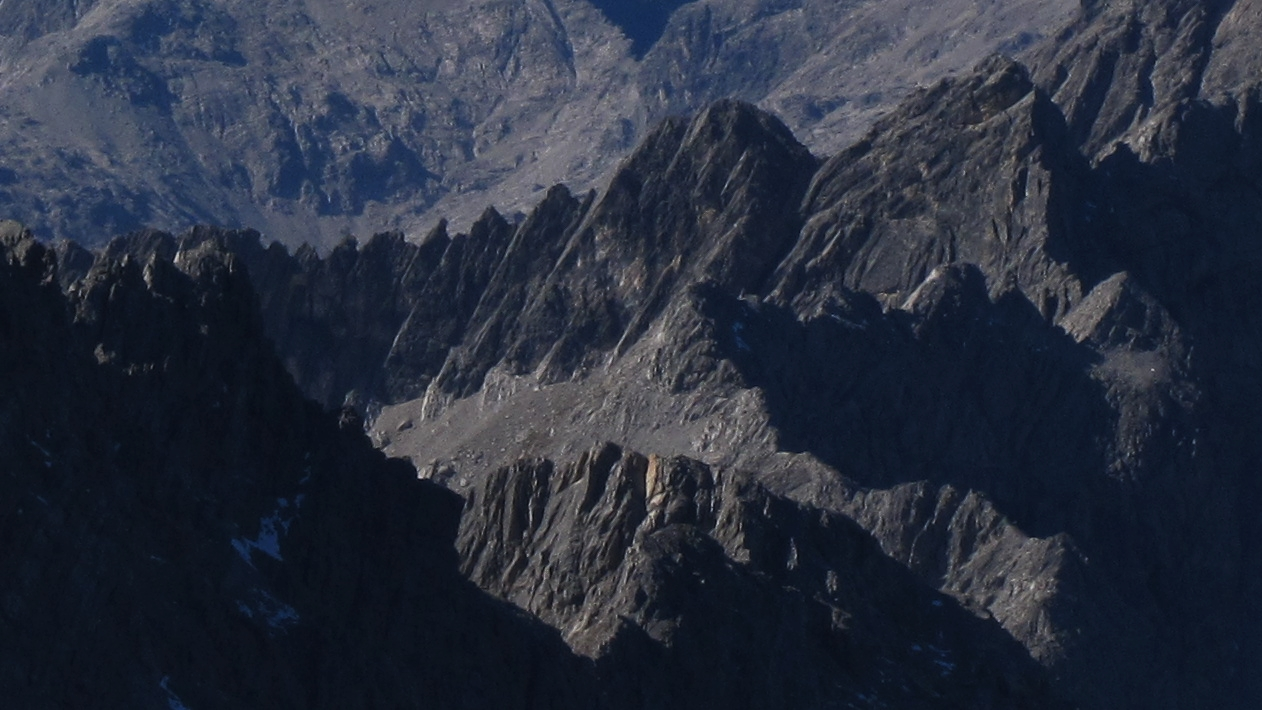

47°19′5″N 10°23′14″E / 47.31806°N 10.38722°E
伊爾芬峰（德語：Ilfenspitzen），是奧地利的山峰，位於該國西部，由蒂羅爾州負責管轄，屬於阿爾高阿爾卑斯山脈的一部分，距離馬赫峰1公里，海拔高度2,552米，人類在1892年首次登頂。